# فرانک بریا
فرانک بریا (انگلیسی: Franck Béria؛ زادهٔ ۲۳ مهٔ ۱۹۸۳) بازیکن فوتبال اهل فرانسه است.
از باشگاه‌هایی که در آن بازی کرده‌است می‌توان به باشگاه فوتبال لیل و باشگاه فوتبال متس اشاره کرد.
وی همچنین در تیم‌های ملی فوتبال زیر ۱۹ سال فرانسه و زیر ۲۱ سال فرانسه بازی کرده‌است.